# Peter Pawlowsky (Betriebswirtschaftler)
Peter Pawlowsky (* 12. Juli 1954 in Goslar) ist ein deutscher Universitätsprofessor für Betriebswirtschaftslehre-Personalmanagement und Führungslehre.

## Leben
Peter Pawlowsky hat Schulen in Portugal, Hongkong und Schweden besucht und Sozial- und Wirtschaftswissenschaften in Schweden (Göteborg), USA (San Diego, Ann Arbor) und Deutschland (Göttingen) studiert. Im Jahre 1985 wurde er zum Dr. rer. pol. (Wirtschaftswissenschaften) an der Freien Universität Berlin promoviert.
Zwischen 1986 und 1989 hat er eine leitende Tätigkeit bei der Bertelsmann Stiftung, Gütersloh, im Bereich gesellschaftspolitische Fragen und Unternehmensführung ausgeübt, danach mit einem DFG-Habilitationsstipendium an der Universität Paderborn in Betriebswirtschaftslehre habilitiert. Seit 1994 ist er Lehrstuhlinhaber BWL VI – Personal und Führung an der TU Chemnitz und Direktor der Forschungsstelle Sozialökonomik der Arbeit (später: Forschungsstelle organisationale Kompetenz und Strategie, FOKUS) an der TU Chemnitz. Pawlowsky war 1998 Gastprofessor am JAIST-Japan Advanced Institute for Science and Technology, School of Knowledge Science.
Im Jahre 2000 war er Gründungsmitglied und 2002 bis 2004 Präsident der Gesellschaft für Wissensmanagement. Pawlowsky hat mehrere Rufe unter anderem an die Zeppelin University Friedrichshafen 2003 und 2004 an die Freie Universität Berlin erhalten. Er ist „Full-Member“ des New Club of Paris (NCP) und 2007 bis 2010 Ambassador des NCP gewesen. Ferner hatte er im Rahmen des Leonardo Corporate Learning Award – Europe die Funktion des Ambassador/Advisory Board-Mitglieds. Peter Pawlowsky hat sich im Rahmen seiner Forschung intensiv mit Wissensmanagement und Hochleistungsteams (u. a. Segler, Gourmetküchen, Symphonieorchester, Motorsport, Rettungswesen) beschäftigt und zahlreiche Internationale Forschungsprojekte im Bereich Personalwesen, Führung, Personalentwicklung, organisationalem Lernen, Wissensmanagement, Hochleistungsmanagement, Krisen- und Patientensicherheitsmanagement durchgeführt. Er ist Autor zahlreicher Bücher und Artikel in deutschen und internationalen Fachzeitschriften.

## Publikationen (Auswahl)
- P. Pawlowsky: The Treatment of Organizational Learning in Management Science. In: M. Dierkes, A. Berthoin-Antal, J. Child, I. Nonaka (Hrsg.): Handbook of Organizational Learning and Knowledge. Oxford University Press, Oxford / New York 2001, S. 61–88.
- P. Pawlowsky, Mistele (Hrsg.): Hochleistungsmanagement – Leistungspotentiale in Organisationen gezielt fördern. Gabler Verlag, 2008.
- P. Pawlowsky, L. Edvinsson (Hrsg.): Intellektuelles Kapital und Wettbewerbsfähigkeit – Eine Bestandsaufnahme zu Theorie und Praxis. Springer Gabler, 2012.
- P. Pawlowsky: Von Hochleistungsteams lernen. In: Personal Manager. Nr. 3, 2017, S. 30–33.
- P. Pawlowsky: Wissensmanagement. de Gruyter, 2019, ISBN 978-3-11-047492-3.